# ریوتا سوزوکی
ریوتا سوزوکی (انگلیسی: Ryota Suzuki؛ زادهٔ ۱۰ فوریهٔ ۱۹۹۴) بازیکن فوتبال اهل ژاپن است.
از باشگاه‌هایی که در آن بازی کرده‌است می‌توان به باشگاه فوتبال یوکوهاما مارینوس اشاره کرد.